# Pip (менеджер пакетов)
pip — система управления пакетами, которая используется для установки и управления программными пакетами, написанными на Python. Много пакетов можно найти в Python Package Index (PyPI).
Начиная с версии Python 2.7.9 и Python 3.4, они содержат пакет pip (или pip3 для Python 3) по умолчанию.

## История
Впервые был представлен как pyinstall в 2008 году разработчиком Яном Бикингом в качестве альтернативы пакетному менеджеру EasyInstall. По словам разработчика, название pip выбрано из нескольких вариантов и является рекурсивным акронимом от «Pip Installs Packages».

## Интерфейс командной строки

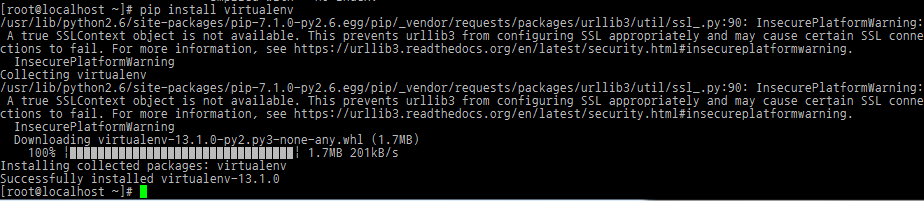
Результат работы pip install virtualenv

Большинство дистрибутивов Python уже содержат pip. Если pip отсутствует, то его можно установить при помощи системы управления пакетами или через cURL, утилиту для загрузки через интернет:
```
curl
 
https://bootstrap.pypa.io/get-pip.py
 
|
 
python

```

Одно из главных преимуществ pip — это простота интерфейса командной строки, которая позволяет установить пакеты Python простой командой
```
pip
 
install
 
some-package-name

```

Так же просто и удалять пакеты:
```
pip
 
uninstall
 
some-package-name

```

Важно, что pip предоставляет возможность управлять всеми пакетами и их версиями с помощью файла requirements.txt. Это позволяет эффективно воспроизводить весь необходимый список пакетов в отдельном окружении (например, на другом компьютере) или в виртуальном окружении. Это достигается с помощью правильно составленного файла requirements.txt и следующей команды:
```
pip
 
install
 
-r
 
requirements.txt

```

Установка некоторых пакетов для конкретных версий python, где ${version} заменяется на 2, 3, 3.6, и т. д.:
```
pip
${
version
}
 
install
 
some-package-name

```

## Использование веб-хостинга
Pip используется для поддержки Python в облачных платформах, таких как Heroku и PythonAnywhere.